# گیره لنز ام ۴۲
گیره لنز ام ۴۲ (به انگلیسی: M42 lens mount) یک استاندارد برای دهانه لنز دوربین‌های ۳۵ میلیمتری است که در این سیستم گیره لنز و بدنه هردو به‌شکل رزوه پیچی هستند. از این گیرهٔ لنز برای اولین بار در سال ۱۹۴۹ در برند کانتاکس از زیر شاخه‌های شرکت زایس مورد استفاده قرار گرفت. این شاخه از زایس آلمان شرقی دوربینی تحت عنوان پنتاکن تولید می‌کرد که بعد از ادغام با چند سازنده‌ٔ دیگر آلمان شرقی به پراکتیکا تغییر نام داد. ام۴۲ اولین بار در ژاپن به شهرت رسید تا حدی که در آنجا به دهانهٔ پراکتیکا معروف شد. از آنجا که این دهانه، اِلمان اختصاصی نداشت مورد توجه بسیاری از سازندگان قرار گرفت و کار به‌جایی رسید که برخی آنرا «گیرهٔ لنز عمومی» خواندند. پنتاکس این دهانه را در آمریکا رواج داد.
اواخر دههٔ ۷۰ و اوایل ۸۰ میلادی زمان توقف تولید گسترده‌ این دهانه بود (به‌جز زنیت). در حال حاضر هنوز محصولات برخی سازندگان با این استاندارد تولید می‌شوند.